# Liste der Museen in Nürnberg

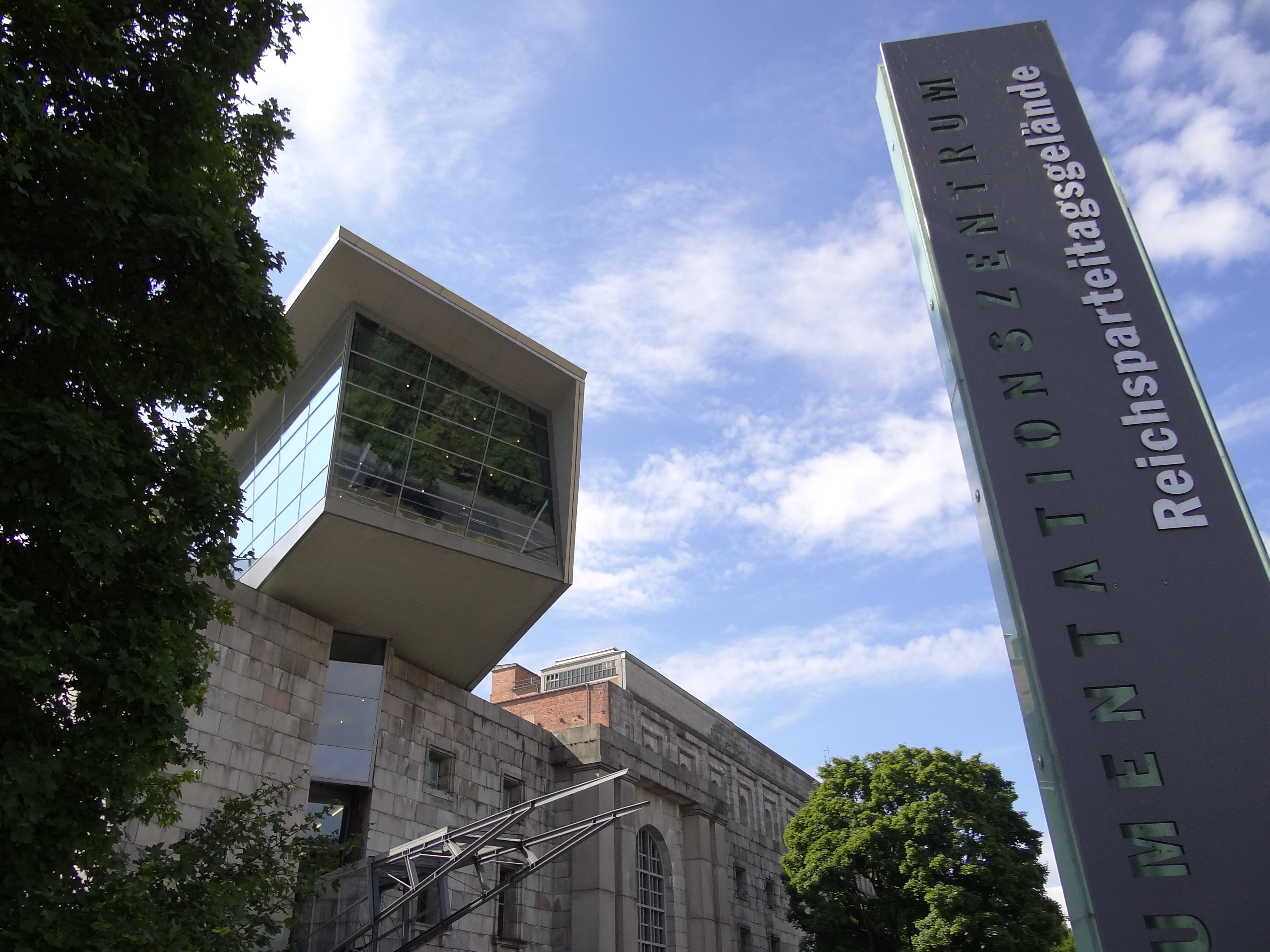
Das Dokumentationszentrum Reichsparteitagsgelände in der Kongresshalle besuchen über 311.000 Menschen im Jahr.

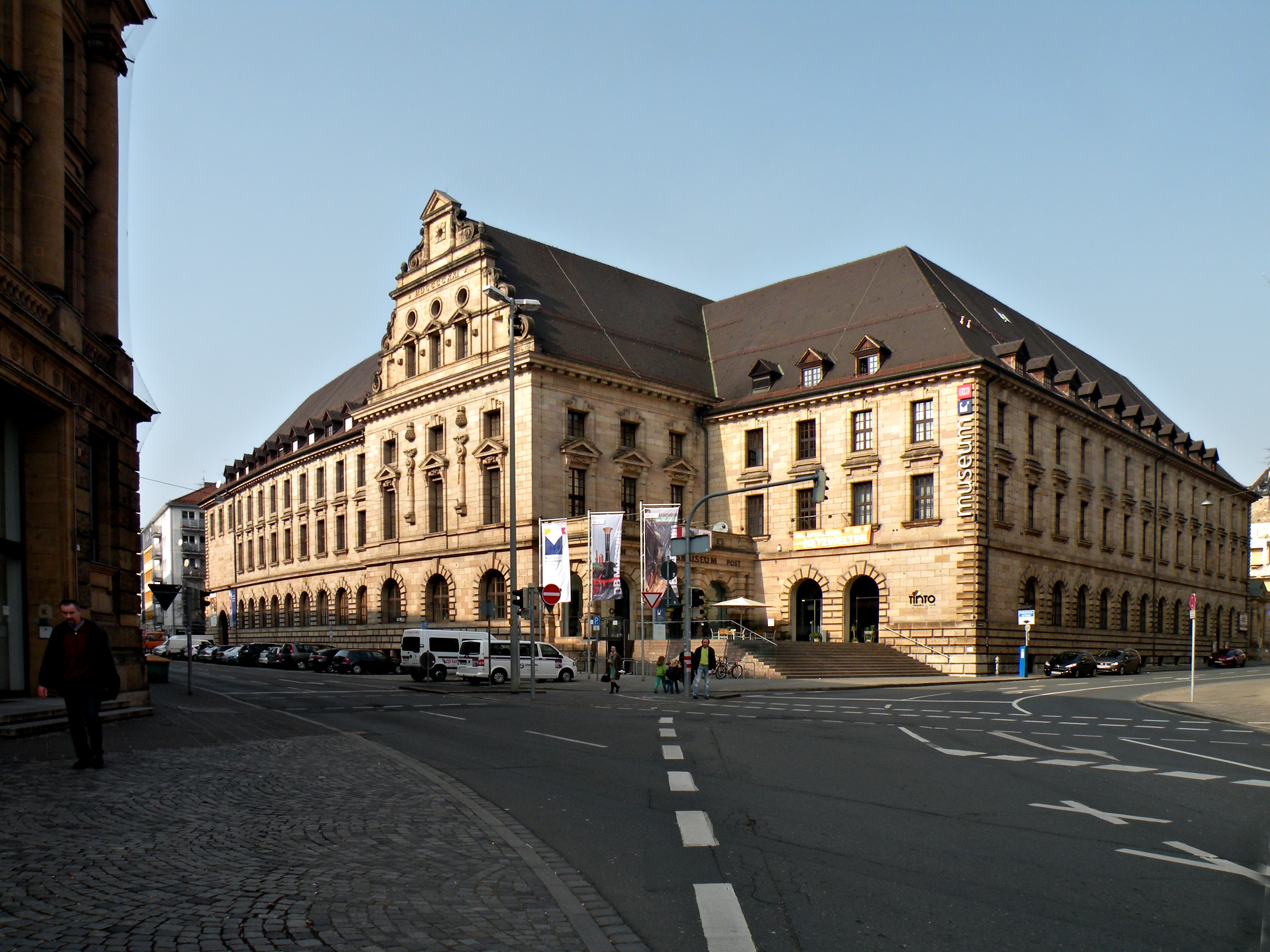
Das Verkehrsmuseum beherbergt neben dem ältesten Eisenbahnmuseum der Welt auch das Museum für Kommunikation.

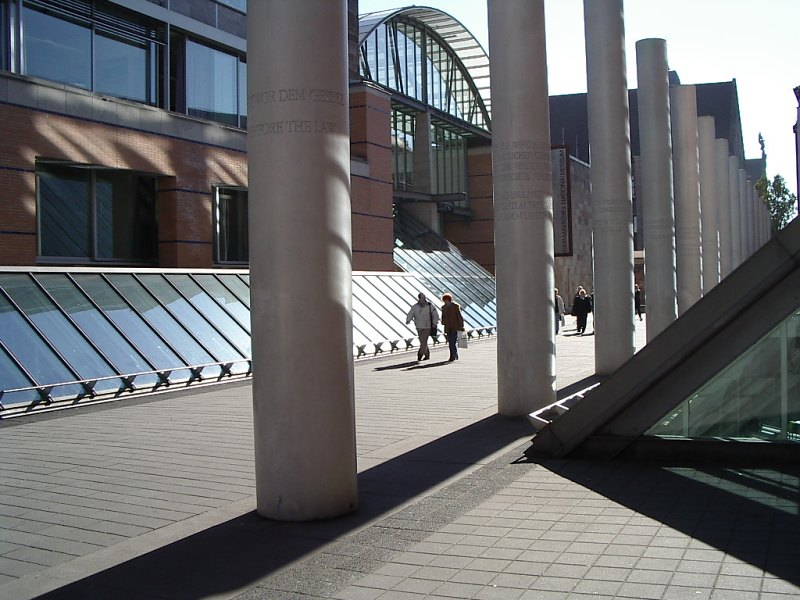
Das Germanische Nationalmuseum, größtes kulturgeschichtliches Museum des deutschsprachigen Raums

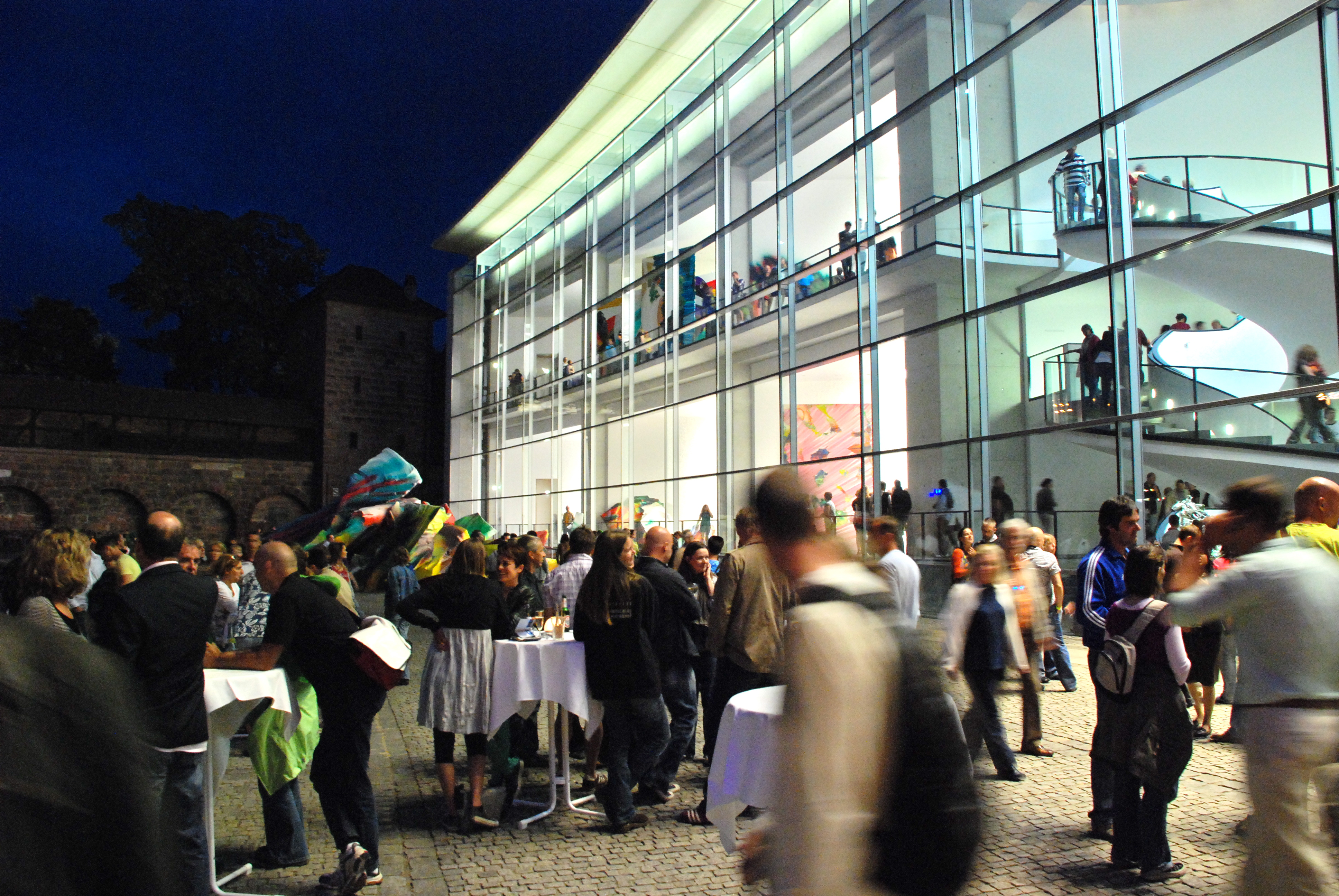
Das Neue Museum – Staatliches Museum für Kunst und Design

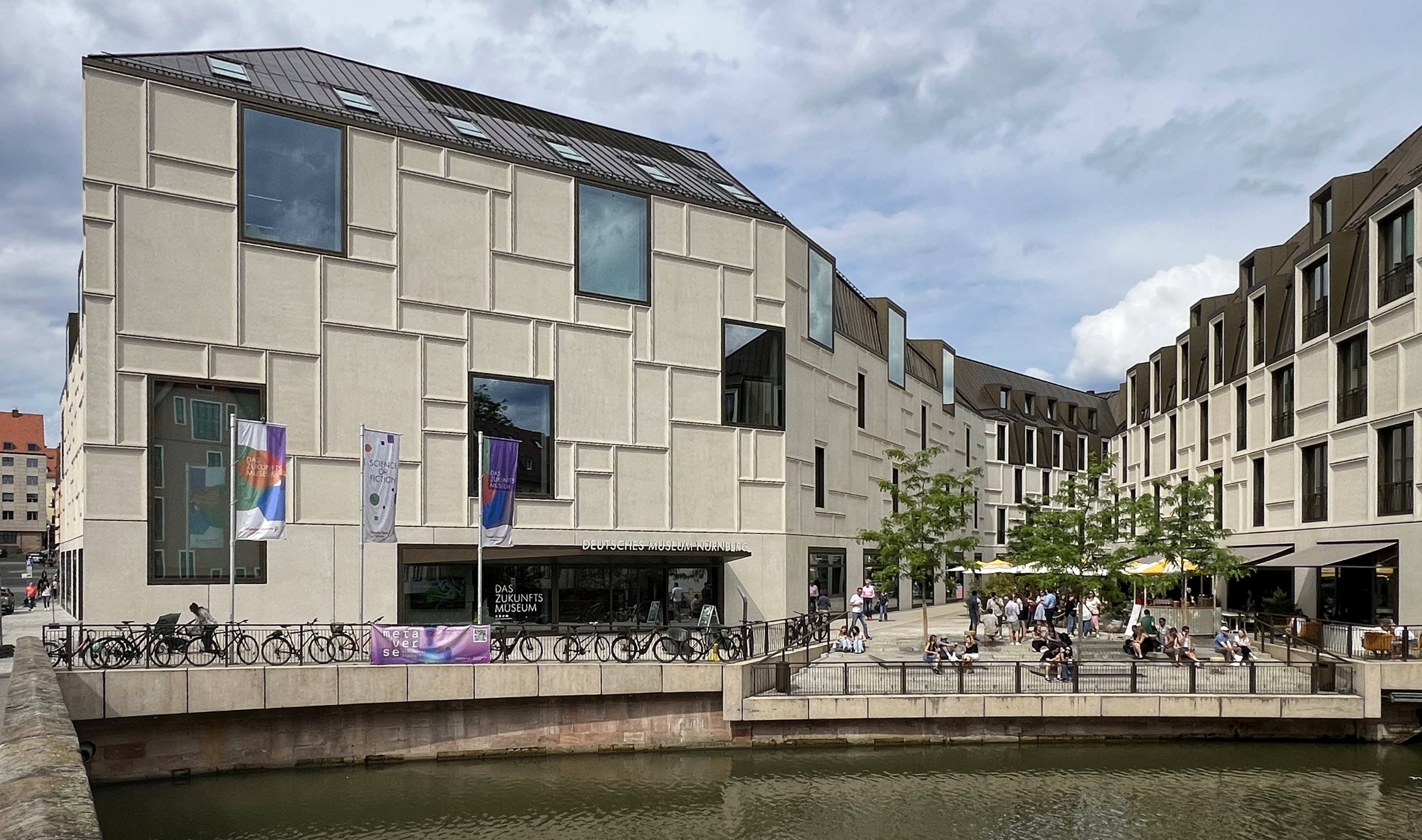
Das Zukunftsmuseum – eine Zweigstelle des Deutschen Museums

Die Liste der Museen in Nürnberg gibt einen Überblick über die Museumslandschaft in Nürnberg.

## Einführung
Nürnberg ist einer der bedeutendsten Museumsstandorte im deutschsprachigen Raum und besitzt unter den deutschen Millionen- und Halbmillionenstädten die meisten Museen pro Einwohner. Neben den Museen der Stadt Nürnberg gibt es noch einige andere große Museen staatlicher beziehungsweise privater Träger, aber auch kleinere Museen, die sich vorrangig mit Nürnberger Brauchtum und Geschichte oder auch anderen spezifischen Fachgebieten beschäftigen.

### Museen der Stadt Nürnberg
Museen der Stadt Nürnberg ist ein seit 1994 bestehender Verbund aller unter städtischer Regie betriebenen Nürnberger Museen. Sie verstehen sich als ein dezentrales kommunales Stadtmuseum. Zu den Museen, Sammlungen und Sehenswürdigkeiten zählt unter anderem das Albrecht-Dürer-Haus, das 1828 als Künstlermuseum eröffnet wurde. Mit dem Dokumentationszentrum Reichsparteitagsgelände, dem Memorium Nürnberger Prozesse und dem Spielzeugmuseum Nürnberg befinden sich weitere international angesehene Museen im Verbund. Das Stadtmuseum Fembohaus sowie das Museum Industriekultur und die weiteren Einrichtungen finden regional breiten Anklang. Im Jahr 2019 zählte der Museenverband rund 800.000 Besucher.
Des Weiteren ist ein sogenanntes Haus des Spiels im Pellerhaus geplant, das gemeinsam mit Partnern durchgeführt werden und einen Lernort sowie Verknüpfungspunkt des digitalen und analogen Spielens darstellen soll. Heute befindet sich in dem Gebäude bereits das Deutsche Spielearchiv und der Ali Baba Spieleclub.
| Museum                                        | 2009    | 2010    | 2011    | 2012    | 2013    | 2014    | 2015    | 2016    | 2017    | 2018    | 2019    |
| --------------------------------------------- | ------- | ------- | ------- | ------- | ------- | ------- | ------- | ------- | ------- | ------- | ------- |
| Albrecht-Dürer-Haus                           | 68.394  | 61.618  | 64.204  | 84.281  | 78.455  | 80.187  | 76.867  | 83.479  | 83.665  | 80.048  | 85.822  |
| Stadtmuseum Fembohaus                         | 44.749  | 34.790  | 32.184  | 31.574  | 35.972  | 36.158  | 38.352  | 30.168  | 34.232  | 34.048  | 35.123  |
| Museum Tucherschloss mit Hirsvogelsaal        | 24.266  | 22.403  | 24.876  | 16.461  | 24.257  | 28.149  | 33.112  | 25.443  | 28.525  | 24.230  | 19.089  |
| Spielzeugmuseum 1                             | 109.904 | 110.581 | 107.308 | 114.375 | 113.202 | 122.884 | 121.842 | 109.420 | 106.571 | 125.483 | 126.180 |
| Museum Industriekultur 2                      | 43.153  | 49.913  | 52.302  | 46.902  | 51.324  | 42.014  | 53.463  | 47.342  | 50.015  | 43.234  | 45.124  |
| Dokumentationszentrum Reichsparteitagsgelände | 181.362 | 191.478 | 200.592 | 208.998 | 220.444 | 234.824 | 247.774 | 260.253 | 274.719 | 284.827 | 311.588 |
| Memorium Nürnberger Prozesse                  | 0       | 8.296   | 56.530  | 66.084  | 71.051  | 81.740  | 92.495  | 91.177  | 98.517  | 106.404 | 108.702 |
| Historische Lochgefängnisse                   | 45.824  | 42.806  | 39.127  | 40.019  | 43.460  | 39.149  | 43.403  | 41.390  | 39.005  | 11.769  | 27.624  |
| Historischer Kunstbunker                      | 3.583   | 3.536   | 3.243   | 3.633   | 5.568   | 6.509   | 6.726   | 8.777   | 10.145  | 13.469  | 18.539  |
| Gesamt                                        | 521.235 | 525.421 | 580.366 | 612.327 | 643.733 | 671.614 | 714.034 | 697.449 | 725.394 | 723.512 | 798.394 |

Direktoren
- 1994–2008: Franz Sonnenberger
- 2008–2013: Matthias Henkel
- 2013–3. Februar 2020: Ingrid Bierer
- seit 2020: Thomas Eser[5]

### Museen anderer Träger
Zu den bedeutendsten Museen nichtstädtischer Träger zählen mit 435.581 Gästen das Germanische Nationalmuseum, das größte kulturgeschichtliche Museum des deutschsprachigen Raums, mit 165.798 Besuchern im Jahr das Verkehrsmuseum Nürnberg, das älteste Eisenbahnmuseum der Welt sowie das Museum für Kommunikation mit 112.201 Besuchern im Jahr. Das 2000 eröffnete Neue Museum Nürnberg, ein großes Haus für zeitgenössische Kunst, das das erste staatliche Museum außerhalb Münchens darstellt, besuchten 66.185 Personen im Jahr 2017.
Neben den großen Museen gibt es eine Vielzahl kleinerer, die von privaten Stiftungen oder Fördervereinen betrieben werden und zumeist aus privaten Sammlungen hervorgegangen sind. Vorrangig beschäftigen sich viele dieser Häuser mit der Nürnberger Geschichte zu speziellen Themengebieten, wie zum Beispiel das Feuerwehrmuseum. Auch fachspezifische Museen, wie das Laubenmuseum oder das Feldbahn-Museum 500 zählen zur Kulturlandschaft der Stadt.
Im September 2021 eröffnete auf dem Augustinerhof unter dem Namen Zukunftsmuseum eine Zweigstelle des Deutschen Museums mit 2900 Quadratmetern Ausstellungsfläche und dem inhaltlichen Fokus auf Zukunftstechnologien und Innovationen mit den Kernthemen Energie, Mobilität, Robotik, Informationstechnologie und Medizin. Im Jahr 2024 verzeichnete das Zukunftsmuseum 121.521 Besucher.
Am 9. April 2025 wurde zudem bekannt, dass sich die Unionsparteien zusammen mit der SPD in ihrem Koalitionsvertrag auf Bundesebene auf Nürnberg als Standort des künftigen NSU-Dokumentationszentrums festgelegt haben. Ein genauer Ort sowie thematische Schwerpunkte sind noch festzulegen.

## Aktuelle Museen

### Legende
- Name (Lage): Name des Museums sowie ein Link zu Lagekarten.
- Kurzbeschreibung: Themengebiet des Museums bzw. kurze Beschreibung der Ausstellung.
- Jahr: Jahr, in dem das jeweilige Museum eröffnet bzw. die Sammlung gegründet wurde. Bei anstehenden Neueröffnungen ist der voraussichtliche Eröffnungstermin kursiv angegeben.
- Träger: Der jeweilige Träger des Museums.
- Gebäude: Das Gebäude, in dem sich das Museum befindet; sofern es in einem eigenständigen Bauwerk untergebracht ist, enthält die Spalte kurze Informationen zum heutigen Gebäude.
- Anbindung: Nächstgelegene ÖPNV-Haltestelle mit Angabe der jeweiligen Verkehrsmittel und Liniennummern.
- Statistischer Bezirk: Der Statistische Bezirk, in dem das Museum liegt, siehe dazu auch Statistische Gliederung von Nürnberg.
- Link: Link zum jeweiligen Internetauftritt des Museums, oder, falls dieser nicht vorhanden ist, zum städtischen Portal nuernberg.de bzw. der Webseite der Landesstelle für die nichtstaatlichen Museen in Bayern. Der Link dient jeweils auch als Beleg für die in der Zeile gemachten Angaben.

### Liste
| Name (Lage)                                                    | Kurzbeschreibung | Jahr | Träger | Gebäude | Anbindung            | Statistischer Bezirk | Bild           | Link |
| -------------------------------------------------------------- | --- | --- | --- | --- | -------------------- | -------------------- | -------------- | ---- |
| Albrecht-Dürer-Haus (Lage)                                     | Geburts- und Arbeitshaus Albrecht Dürers von 1420 mit städtischen Kunstsammlungen, wertvollen Kopien von Dürer-Gemälden und einer Werkstatt mit historischen Drucktechniken; einziges erhaltenes Künstlerhaus in Nordeuropa aus dem 16. Jahrhundert | 1828 (als Künstlermuseum) 1871 | Stadt Nürnberg | Albrecht-Dürer-Haus | Tiergärtnertor       | Sebalder Altstadt    | weitere Bilder |      |
| Arabisches Haus Nürnberg (Lage)                                | Als Arabisches Museum Nürnberg gegründet; Haus der interkulturellen Begegnung mit wechselnden Ausstellungen | 28. Juni 2008 | Arabisches Haus Nürnberg e. V. | Amt für Internationale Beziehungen und wechselnde Ausstellungsräume                                                                 | Heilig-Geist-Spital  | Sebalder Altstadt    | weitere Bilder |      |
| Bernsteinmuseum Nürnberg (Lage)                                | Bernsteine aus prähistorischer und aktueller Zeit, Sammlersteinen, Schnitzereien, Rohbernsteinen, geschliffenen und polierten Stücken in über 400 Farben; größter Bernstein Deutschlands mit einem Gewicht von 12,410 kg; Computersimulation des rekonstruierten Bernsteinzimmers in Zarskoje Selo | 1991 | Bernstein-Hemis | Hochparterre-Wohnung in einem Altstadthaus                                                                                          | Egidienplatz         | Sebalder Altstadt    | weitere Bilder |      |
| Bibelmuseum Bayern (Lage)                                      | Eine Dauerausstellung bietet fünf verschiedene Blickwinkel auf die Bibel. Mittels archäologischer Funde bei der Errichtung des Baus, werden Einblicke ins mittelalterliche Gemeindeleben von St. Lorenz gewährt. | 8. April 2022 | Bibelzentrum Bayern | Lorenzer Pfarrhof | Lorenzkirche         | Lorenzer Altstadt    | weitere Bilder |      |
| Bionicum (Lage)                                                | Interaktive Ausstellung über die Bandbreite der Bionik mit Originalexponaten, Experimenten und Hintergrundinformationen über technische Innovation nach Vorbild der Natur sowie einem Themenrundgang mit Experimenten an verschiedenen Gehegen des Tiergartens Nürnberg. Erster außerschulischer Lernort zur Bionik in Bayern. | 23. Juli 2014 | Bayerisches Landesamt für Umwelt in Kooperation mit dem Tiergarten Nürnberg, der Technischen Hochschule Nürnberg und der Friedrich-Alexander-Universität Erlangen-Nürnberg | Naturkundehaus des Tiergartens Nürnberg                                                                                             | Tiergarten           | Zerzabelshof         | weitere Bilder |      |
| Club-Museum (Lage)                                             | Vereinsmuseum des 1. FC Nürnberg mit Nachbildungen des Victoria-Pokals, des Goldfasanen-Pokals, der Deutschen Meisterschale und des DFB-Pokals sowie weiteren Exponaten, Texten, Anekdoten, Videos, Hörproben und Daten zur Vereinsgeschichte | 17. Januar 2013 | 1. FC Nürnberg und Stadt Nürnberg in Kooperation | Eingangsbereich des Funktionsgebäudes am Sportpark Valznerweiher                                                                    | Sportanlage FCN      | Zerzabelshof         | weitere Bilder |      |
| DB-Museum Nürnberg (Lage)                                      | Die Geschichte der Eisenbahn in Deutschland, dargestellt anhand einer Vielzahl von Exponaten, interaktiven Schautafeln und zwei Fahrzeughallen sowie einem Freigelände mit rund 40 Fahrzeugen, darunter eine Nachbildung des Adlers und ein Designmodell des ICE 4. Es zählt zu den ältesten technikgeschichtlichen Museen in Europa und ist das älteste Eisenbahnmuseum der Welt sowie ein Ankerpunkt der Europäischen Route der Industriekultur (ERIH). | 1899 | Deutsche Bahn Stiftung gGmbH (DB Museum) | Verkehrsmuseum | Opernhaus            | Tafelhof             | weitere Bilder |      |
| Deutsches Museum Nürnberg (Lage)                               | Interaktive Ausstellung mit Projekten aus der aktuellen Forschung zu den Themen- und Phantasiewelten rund um Mobilität, Energie, Gesundheit, Automatisierung und Kommunikation. Außerschulischer Lernort für die Region Nürnberg: Mitmachlabore und virtuelle Arenen | 17. September 2021 | Anstalt des öffentlichen Rechts | Augustinerhof | Weintraubengasse     | Sebalder Altstadt    | weitere Bilder |      |
| Deutsches Spielearchiv Nürnberg (Lage)                         | Forschungs- und Dokumentationsstelle mit einer Sammlung von über 30.000 Gesellschaftsspielen von 1945 bis zur Gegenwart | April 2010 | Stadt Nürnberg | Pellerhaus | Egidienplatz         | Sebalder Altstadt    | weitere Bilder |      |
| Deutsches Taubenmuseum (Lage)                                  | Bücher, Gemälde (darunter 16 Bilder von Carl Witzmann), Figuren, Medaillen, Urkunden, Briefmarken, Postkarten, Werbeschilder, Plakate, Zeitschriften zum Thema Tauben | 1992 | Förderverein des Deutschen Taubenmuseums e. V. | Einfamilienhaus | Worzeldorfer Straße  | Trierer Straße       |                |      |
| Dokumentationszentrum Reichsparteitagsgelände (Lage)           | Museum über die Zeit des Nationalsozialismus, insbesondere über die Reichsparteitage in Nürnberg; wechselnde Sonderausstellungen; gleichzeitig Besucherzentrum für das umliegende Reichsparteitagsgelände | 4. November 2001 | Stadt Nürnberg | Kongresshalle Nürnberg auf dem Reichsparteitagsgelände                                                                              | Doku-Zentrum         | Dutzendteich         | weitere Bilder |      |
| Die Neue Sammlung (Lage)                                       | Industrie-, Produkt- und Grafikdesign des 20. und 21. Jahrhunderts | | Freistaat Bayern | Neues Museum Nürnberg | Hauptbahnhof         | Lorenzer Altstadt    |                |      |
| Feldbahn-Museum 500 (Lage)                                     | Deutschlandweit erste und größte Sammlung von Feldbahnfahrzeugen in 500 mm Spurweite | | Feldbahn-Museum 500 e. V. | Vereinsgelände | Lohhof               | Reichelsdorf         | weitere Bilder |      |
| Feuerwehrmuseum Nürnberg (Lage)                                | Geschichte des deutschen Feuerlöschwesens und der Feuerwehr in Nürnberg mit historischer Sammlung aus dem Mittelalter | 2002 | Berufsfeuerwehr Nürnberg und Förderverein Nürnberger Feuerwehr-Museum e. V.                                                                                                | Feuerwache 3 | Weißer Turm          | Lorenzer Altstadt    | weitere Bilder |      |
| Fränkische Museums-Eisenbahn Betriebsgelände (Lage)            | Vereinsgelände mit Sammlung historischer Waggons und Lokomotiven, Gleisanlagen und einer Drehscheibe. Es werden auch Museumsfahrten angeboten. | 1984 | Fränkische Museums-Eisenbahn e. V. Nürnberg | Betriebsgelände am Nordostbahnhof                                                                                                   | Klingenhof           | Schafhof             | weitere Bilder |      |
| Friedensmuseum Nürnberg (Lage)                                 | Ausstellung über die Entwicklung des Pazifismus in Deutschland mit einem Schwerpunkt der Arbeit der Friedensbewegung seit 1945 in Nürnberg. Es werden auch gewaltfreies Training und Seminare angeboten. | 1998 | Friedensmuseum Nürnberg e. V. | Eingeschossiges Gewerbegebäude | Kaulbachplatz        | Pirckheimerstraße    | weitere Bilder |      |
| Garnisonmuseum Nürnberg (Lage)                                 | Militärgeschichtliches Museum über die Nürnberger Garnisonsgeschichte von 1832 bis 1994 mit Exponaten zur Ausrüstung, Uniformierung und Organisationsform der Königlich Bayerischen Armee, der Reichswehr, der Wehrmacht, der Bundeswehr und der Streitkräfte der Vereinigten Staaten. | 1992 (als Spezialmuseum des Museum Industriekultur) 1996 (eigenständiges Museum)                                                  | Förderverein Garnisonmuseum Nürnberg e. V. | Ehemaliger Hochbunker | Hohe Marter          | Hohe Marter          | weitere Bilder |      |
| Gemälde- und Skulpturensammlung der Stadt Nürnberg             | Die städtischen Kunstsammlungen befinden sich in den Dauerausstellungen der städtischen Museen und als Leihgaben in anderen Häusern und Sonderausstellungen. Sie zählen zu den ältesten und umfangreichsten kommunalen Kunstsammlungen Deutschlands und umfassen Porträts aus historischer Zeit (darunter eine vollständige Porträtgalerie der bayerischen Könige), Belege für historische Ereignisse, Stadtansichten, moderne Kunstsammlungen und viele kulturgeschichtliche Gegenstände wie Münzen und Medaillen, Möbel, Goldschmiedearbeiten und wissenschaftliche Instrumente, Glasgemälde, kulturgeschichtliche Belege und Handwerksaltertümer | 1994 | Stadt Nürnberg | verschiedene Standorte | –                    |                      |                |      |
| Germanisches Nationalmuseum (Lage)                             | Museum für europäische Kunst und Kultur, Vor- und Frühgeschichte, Gemälde, Skulpturen, Kunsthandwerk, Musikinstrumente, Bauernstuben, Trachtensammlung, Apotheken, Gewerbemuseum; größtes kulturgeschichtliches Museum des deutschsprachigen Raums | 1853 | Stiftung des öffentlichen Rechts | Teile des Kartäuserklosters und Erweiterungsbauten 1970 durch Sep Ruf sowie 1993 im Zusammenhang mit der Straße der Menschenrechte. | Opernhaus            | Lorenzer Altstadt    | weitere Bilder |      |
| Graphische Sammlung der Stadt Nürnberg (Lage)                  | Zeichnungen und Druckgraphiken Nürnberger Künstler vom 16. Jahrhundert bis in die Gegenwart sowie topographische Blätter und kulturgeschichtliche Zeugnisse zur Reichsstadt Nürnberg, Künstlergraphiken und Porträts | 1971 | Stadt Nürnberg | Ehemaliges Verwaltungsgebäude des Tafelwerks                                                                                        | Tafelhalle           | St. Jobst            |                |      |
| Heimatmuseum Kornburg (Lage)                                   | Exponate zur Ortsgeschichte, historische Schriftstücke und Urkunden, Waffen, alte Bibeln und Gebetbücher, Münzen, Hausrat und Werkzeuge, Uhren, Kinderspielzeug, eine Pfeifen- und Schnupftabakkollektion sowie Gerätschaften der früheren Feuerwehren und 60 Bilder des Malers Wilhelm Nüßlein | 1958 | Kornburg | altes Dorfhaus (Fachwerk) | Kornburg Mitte       | Kornburg             | weitere Bilder |      |
| Heimatmuseum Neunhof (Lage)                                    | Historische bäuerliche Alltagsgegenstände sowie Trachten und Geschichte des Dorfes | 1935 | Heimat- und Volkstrachtenverein Neunhof e. V. | Altes Dorfhaus und Erweiterungsbau                                                                                                  | Kriegerdenkmal       | Neunhof              |                |      |
| Henkerhaus Nürnberg (Lage)                                     | Frühere Dienstwohnung des Nürnberger Henkers; Ausstellung über das Amt des Henkers und die Nürnberger Kriminalgeschichte um 1600 | 2007 | Geschichte für Alle e. V. | Henkerturm | Weintraubengasse     | Sebalder Altstadt    | weitere Bilder |      |
| Historische Felsengänge (Lage)                                 | Führungen durch ein ab 1380 angelegtes und weit verzweigtes Stollen- und Kellersystem zur Gärung und Lagerung von Bier, als Kasematten oder als Wasserstollen | 1994 | Förderverein Nürnberger Felsengänge e. V. | Felsengänge unter der Altstadt | Burgstraße           | Sebalder Altstadt    | weitere Bilder |      |
| Historischer Kunstbunker (Lage)                                | Lagerstätte zahlreicher Kunstgegenstände aus Kirchen und Museen der Stadt Nürnberg sowie anderer deutscher Städte und Beutekunst während des Zweiten Weltkriegs in einem Felsengang; Führungen zu den Themen Luftschutz und Zerstörung sowie Wiederaufbau der Stadt | 1994 | Stadt Nürnberg | Felsengänge unter der Altstadt | Burgstraße           | Sebalder Altstadt    | weitere Bilder |      |
| Historisches Straßenbahndepot St. Peter (Lage)                 | Geschichte der VAG Verkehrs-Aktiengesellschaft Nürnberg, der U-Bahn Nürnberg, der Straßenbahn Nürnberg und des Nürnberger Stadtbusverkehrs mit originalen Fahrzeugen und -dokumenten, technischen Gegenständen und anderen Exponaten | 1985 | Verkehrs-Aktiengesellschaft Nürnberg (VAG) und Freunde der Nürnberg-Fürther Straßenbahn e. V. in Kooperation                                                               | Historisches Straßenbahndepot St. Peter                                                                                             | St. Peter            | Ludwigsfeld          | weitere Bilder |      |
| Hutmuseum Nürnberg (Lage)                                      | Privates Museum mit alten Ladeneinrichtungen, Werkstatt und Exponaten | 3. Mai 2003 | Privat | Wiederaufgebautes Altstadthaus | Innerer Laufer Platz | Sebalder Altstadt    | weitere Bilder |      |
| Kaiserburg-Museum (Lage)                                       | Rundgang durch die Nürnberger Kaiserburg und Geschichte der Waffenentwicklung im deutschen Sprachraum sowie historische wissenschaftliche Messinstrumente in der alten Eimmart-Sternwarte; Zweigstelle des Germanischen Nationalmuseum | 1999 | Stiftung des öffentlichen Rechts | Nürnberger Burg | Tiergärtnertor       | Sebalder Altstadt    | weitere Bilder |      |
| Kindermuseum Nürnberg (Lage)                                   | Kindermuseum zu historischen und interkulturellen sowie naturwissenschaftlichen Themen mit einer Umweltlernstation | 2001 | Museum im Koffer und Stadt Nürnberg in Kooperation | Kachelbau | Rothenburger Straße  | St. Leonhard         | weitere Bilder |      |
| Krankenhausmuseum Nürnberg (Lage)                              | Geschichte des städtischen Krankenhauses und des Medizinal- und Gesundheitswesens in Nürnberg; vollständig erhaltene Krankenhausapotheke aus dem Jahre 1897 sowie vielfältige Sammlung alter medizinischer Geräte | 1997 | Krankenhausmuseum Klinikum Nürnberg e. V. | Historisches Gebäude des Klinikum Nürnberg Nord                                                                                     | Klinikum Nord        | Bielingplatz         | weitere Bilder |      |
| Kunstbunker – forum für zeitgenössische kunst (Lage)           | Vermittlung zeitgenössischer Kunst | 1994 | kunstbunker – forum für zeitgenössische kunst e. V. | Alter Bunker/ABC-Schutzraum hinter der Kunsthalle Nürnberg auf dem Bauhof                                                           | Marientor            | Lorenzer Altstadt    | weitere Bilder |      |
| Kunsthalle Nürnberg (Lage)                                     | Kunstmuseum in Nürnberg für zeitgenössische Kunst; Teil des KunstKulturQuartiers | 1967 | Stadt Nürnberg | Kunsthalle Nürnberg | Marientor            | Lorenzer Altstadt    | weitere Bilder |      |
| Kunsthaus Nürnberg im Künstlerhaus (Lage)                      | Ausstellungshaus für zeitgenössische bildende Kunst, Fotografie und kritisch reflektierende Gesellschaftsanalyse; Teil des KunstKulturQuartiers | 1985 | Stadt Nürnberg | Künstlerhaus Nürnberg | Hauptbahnhof         | Lorenzer Altstadt    | weitere Bilder |      |
| Kunstverein Nürnberg (Lage)                                    | Ausstellungsräume des ältesten Kunstverein Deutschlands | 2003 | Kunstverein Nürnberg – Albrecht Dürer Gesellschaft | Ein von Otto Ernst Schweizer realisierter Verwaltungsbau auf dem Milchhof Nürnberg                                                  | Dürrenhof            | Tullnau              |                |      |
| Kunstvilla Nürnberg (Lage)                                     | Ausstellungshaus für regionale Kunst; Teil des KunstKulturQuartiers | 23. Mai 2014 | Stadt Nürnberg | Neobarocke Kaufmannsvilla | Marientor            | Marienvorstadt       | weitere Bilder |      |
| Laubenmuseum (Lage)                                            | Restaurierte Gartenlauben aus den Jahren 1920 bis 1930 mit originalen Gartengeräten, Werkzeugen und Mobiliar | 9. Mai 1998 | Stadtverband Nürnberg der Kleingärtner e. V. | Kleingartensiedlung | Scharfreiterring     | Langwasser Nordwest  |                |      |
| Memorium Nürnberger Prozesse und Schwurgerichtssaal 600 (Lage) | Ausstellung über Vorgeschichte, Verlauf und Nachwirkungen der Nürnberger Prozesse im Nürnberger Justizpalast | 21. November 2010 | Stadt Nürnberg | Justizpalast | Bärenschanze         | Bärenschanze         | weitere Bilder |      |
| Merks Motor Museum (Lage)                                      | Private Sammlung mit ungefähr 100 Oldtimern, 100 Zweirädern aus Nürnberger Produktion und u. a., Schreibmaschinen, Modellautos, Küchengeräte | 2. April 2011 | Privat | Ehemalige Produktionshalle der Fensterfabrik Johann Schlee                                                                          | Klingenhof           | Schafhof             | weitere Bilder |      |
| Mittelalterliche Lochgefängnisse (Lage)                        | Kellergewölbe des Nürnberger Rathauses mit einer Folterkammer und zwölf kleinen Zellen, die zur Untersuchung und Verwahrung von Häftlingen bis zur Urteilsvollstreckung dienten | 1962 | Stadt Nürnberg | Kellergewölbe des alten Nürnberger Rathauses                                                                                        | Burgstraße           | Sebalder Altstadt    | weitere Bilder |      |
| Motorradmuseum Nürnberg (Lage)                                 | Motorradsammlung der Marken Ardie, Mars, speziell mit der Firmengeschichte der Firma Zündapp; Spezialmuseum des Museums Industriekultur | 1988 | Stadt Nürnberg | Hallen des ehemaligen Eisenwerks Julius Tafel (Tafelwerk)                                                                           | Tafelhalle           | St. Jobst            | weitere Bilder |      |
| Museum Kühnertsgasse (Lage)                                    | Alltagsleben und Arbeitswelt von Handwerkern im Mittelalter und in der frühen Neuzeit | 2011 | Altstadtfreunde Nürnberg e. V. | Drei spätmittelalterliche Handwerkerhäuser                                                                                          | Marientor            | Lorenzer Altstadt    | weitere Bilder |      |
| Museum der Bayerischen Metallwarenfabrik (BMF) (Lage)          | Firmengeschichte der Bayerischen Metallwarenfabrik (BMF) | 2. April 2003 | Bayerische Metallwarenfabrik GmbH | ehemaliges Firmengebäude der BMF | Großweidenmühlstraße | Sandberg             |                |      |
| Museum im Koffer (Lage)                                        | Mobiles Kindermuseum | 1980 | Museum im Koffer e. V. | Kachelbau | Rothenburger Straße  | St. Leonhard         | weitere Bilder |      |
| Museum für Kommunikation (Lage)                                | Funktionsmechanismen von Kommunikation anhand von Verständigung mit Tönen, Bildern und Schrift sowie mit Hilfe des Internets, an 400 Objekten dargestellt | 1902 | Museumsstiftung Post und Telekommunikation | Verkehrsmuseum | Opernhaus            | Tafelhof             | weitere Bilder |      |
| Museum Industriekultur (Lage)                                  | Technik-, Kultur- und sozialgeschichtliches Museum zur Industrialisierung am Beispiel Nürnbergs | 1988 | Stadt Nürnberg | Hallen des ehemaligen Eisenwerks Julius Tafel (Tafelwerk)                                                                           | Tafelhalle           | St. Jobst            | weitere Bilder |      |
| Museum Tucherschloss und Hirsvogelsaal (Lage)                  | Schloss der Nürnberger Patrizierfamilie Tucher mit wertvollen Möbeln und Tapisserien sowie der mit Renaissanceelementen ausgestaltete Hirsvogelsaal im Garten des Schlosses | 1998 (Tucherschloss) 2000 (Hirsvogelsaal)                                                                                         | Stadt Nürnberg | Tucherschloss | Innerer Laufer Platz | Sebalder Altstadt    | weitere Bilder |      |
| Naturhistorisches Museum Nürnberg (Lage)                       | Sammlungen aus der Geologie, Karst- und Höhlenkunde, Vorgeschichte und Archäologie sowie der Völkerkunde | 1884 | Naturhistorische Gesellschaft Nürnberg | Norishalle | Marientor            | Lorenzer Altstadt    | weitere Bilder |      |
| Neues Museum Nürnberg (Lage)                                   | Staatliches Museum für Kunst und Design; Sammlung Kunst (internationale Kunst der Gegenwart) aus einer Kunstsammlung der Stadt Nürnberg; Sammlung Design aus Beständen der Neuen Sammlung München | 2000 | Freistaat Bayern | Neubau | Hauptbahnhof         | Lorenzer Altstadt    | weitere Bilder |      |
| Nicolaus-Copernicus-Planetarium (Lage)                         | Einziges Großplanetarium in Bayern; Teil des Bildungscampus Nürnberg | 1927 | Bildungszentrum Nürnberg | Nicolaus-Copernicus-Planetarium | Plärrer              | Gostenhof            | weitere Bilder |      |
| Nürnberger Bratwurstmuseum (Lage)                              | Streifzug durch die etwa 700 Jahre Kulturgeschichte der Nürnberger Rostbratwurst mit den hochmittelalterlichen Anfängen, Sagen und Legenden sowie die Handwerkskunst der Nürnberger Metzger | 19. November 2021 | Schutzverband Nürnberger Bratwürste e. V. | Wiederaufgebautes Altstadthaus | Weintraubengasse     | Lorenzer Altstadt    | weitere Bilder |      |
| Ofenwerk (Lage)                                                | Oldtimer-Zentrum | 2006 | Privat | Historisches Fabrikgelände | Bennostraße          | Schafhof             | weitere Bilder |      |
| Regiomontanus-Sternwarte (Lage)                                | Volkssternwarte, die in erster Linie der astronomischen Volksbildung dient | 1931 | Nürnberger Astronomische Arbeitsgemeinschaft (NAA) | Regiomontanus-Sternwarte | Tafelhalle           | St. Jobst            |                |      |
| Rotkreuz-Museum Nürnberg (Lage)                                | Geschichte und Tätigkeit des Roten Kreuzes; größtes Rotkreuz-Museum Deutschlands | 1984 | Bayerisches Rotes Kreuz | ehemaliges Hausmeistergebäude des Kreisverbandes Nürnberg-Stadt des Bayerischen Roten Kreuzes                                       | Stresemannplatz      | Wöhrd                |                |      |
| Schlossmuseum Neunhof (Lage)                                   | Ehemaliger Herrensitz am Südrand des gleichnamigen Dorfes Neunhof mit einer Jagdsammlung als Zweigstelle des Germanischen Nationalmuseums | 1959 | Stiftung des öffentlichen Rechts | Schloss Neunhof | Kriegerdenkmal       | Neunhof              | weitere Bilder |      |
| Schulmuseum Nürnberg (Lage)                                    | Schulgeschichte von der Reformation bis heute, Bedeutung der Ressource Bildung, außerschulischer Lernort; Spezialmuseum des Museums Industriekultur | 1906 (Schulhaus Preißlerstraße) 1929–1944/45 Schulhaus am Paniersplatz 1984 Schulhaus am Paniersplatz 1995 Museum Industriekultur | Stadt Nürnberg und Friedrich-Alexander-Universität Erlangen-Nürnberg in Kooperation                                                                                        | Hallen des ehemaligen Eisenwerks Julius Tafel (Tafelwerk)                                                                           | Tafelhalle           | St. Jobst            | weitere Bilder |      |
| Silberhorn Classics (Lage)                                     | Ausstellungszentrum für mobile Zeitgeschichte; Geschichte der Marke BMW und der Nürnberger Motorradindustrie | 1. Mai 2024 | Privat | Neubau | Anzengruberstraße    | Fischbach            | weitere Bilder |      |
| Spielzeugmuseum Nürnberg (Lage)                                | Kulturgeschichte des Spielzeugs von der Antike bis in die Gegenwart anhand vieler Exponate dargestellt; gehört zu den bekanntesten Spielzeugmuseen der Welt | 1971 | Stadt Nürnberg | Haller’sches Haus | Weintraubengasse     | Sebalder Altstadt    | weitere Bilder |      |
| Stadtmauermuseum (Lage)                                        | Umfassende Informationen über Geschichte, Bauart und Bedeutung der Nürnberger Stadtmauer | vsl. Dez. 2024 | Geschichte für Alle e. V. | Stadtmauerturm Blaues G | Marientor            | Lorenzer Altstadt    | weitere Bilder |      |
| Stadtmuseum Fembohaus (Lage)                                   | Stadtgeschichte Nürnbergs mittels Modellen und vielen Exponaten in Nürnbergs einzigem erhaltenen großen Kaufmannshaus der Spätrenaissance | 1953 | Stadt Nürnberg | Fembohaus | Burgstraße           | Sebalder Altstadt    | weitere Bilder |      |
| Turm der Sinne (Lage)                                          | Interaktives Mitmach-Museum (Science Center) mit Experimentierstationen zu Sinnesreizen und deren Verarbeitung sowie Wahrnehmungstäuschungen | 15. März 2003 | Humanistischer Verband Deutschlands | Mohrenturm am Westtor der Stadtmauer                                                                                                | Obere Turnstraße     | Lorenzer Altstadt    |                |      |
| Uhrensammlung Karl Gebhardt (Lage)                             | Europas größte Sammlung mechanischer Uhren mit erklärenden über tausend Exponaten, Schau-, Texttafeln und Gangmodellen über Uhren und Uhrentechnik | 2002 | Privat | In Teilen des Gewerbemuseums Nürnberg                                                                                               | Marientor            | Lorenzer Altstadt    | weitere Bilder |      |
| Weizenglasmuseum Nürnberg (Lage)                               | Weizenbiergläser-Sammlung mit ungefähr 4500 Exponaten und einer kleinen Weißbierbrauerei sowie weiteren Sammelstücken zum Thema Weizenbier. | 1995 | Privat | Einfamilienhaus | Laufamholz           | Laufamholz           |                |      |

## Ehemalige Museen

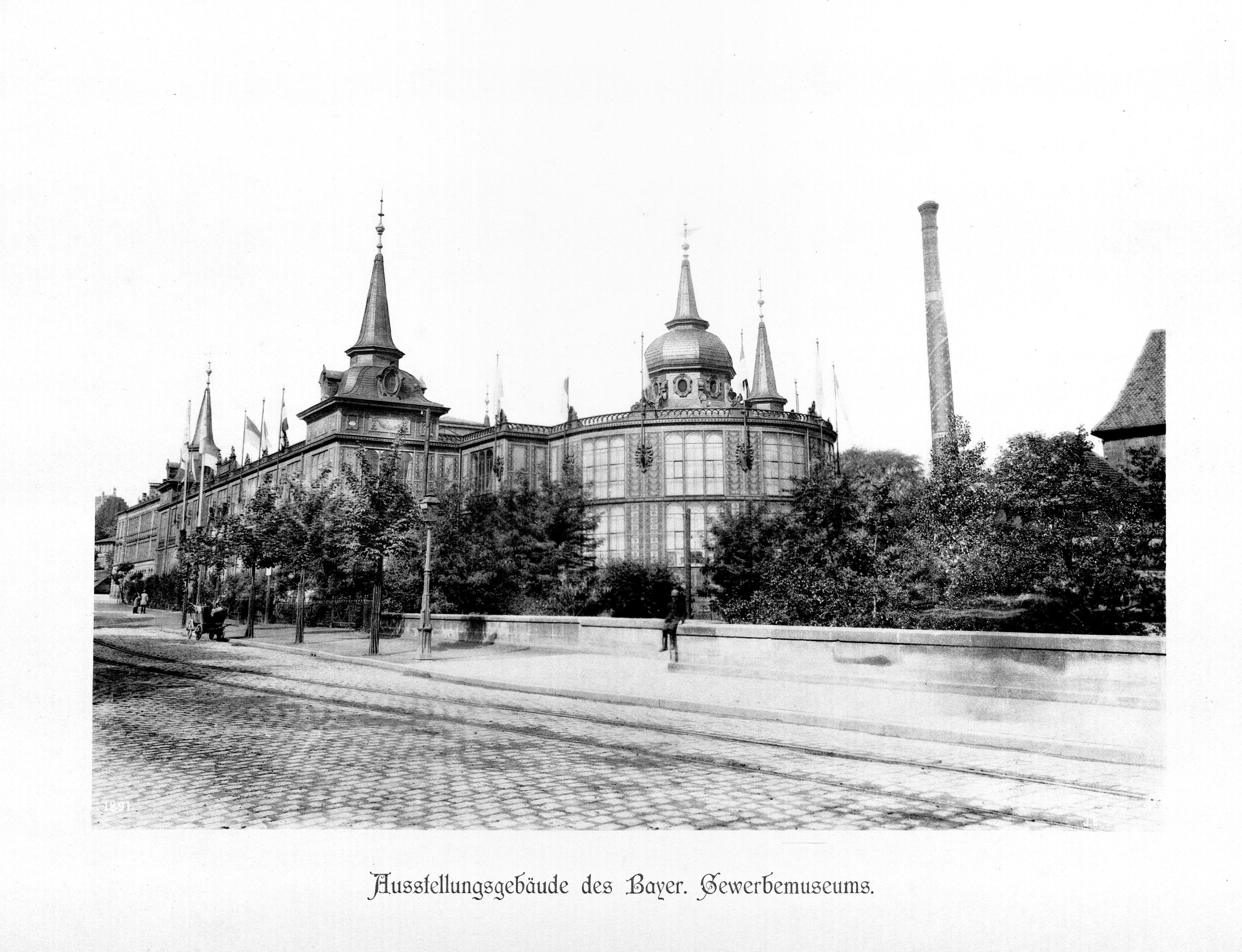
Ausstellungsgebäude des Bayerischen Gewerbemuseums vor dem Neubau

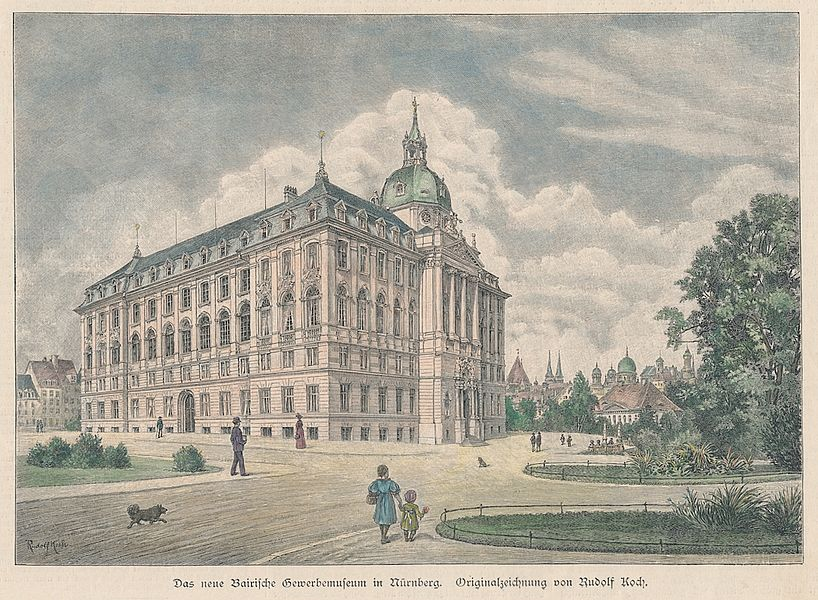
Das ehemalige Bayerische Gewerbemuseum um 1900, heute Sitz des Bildungszentrum Nürnberg

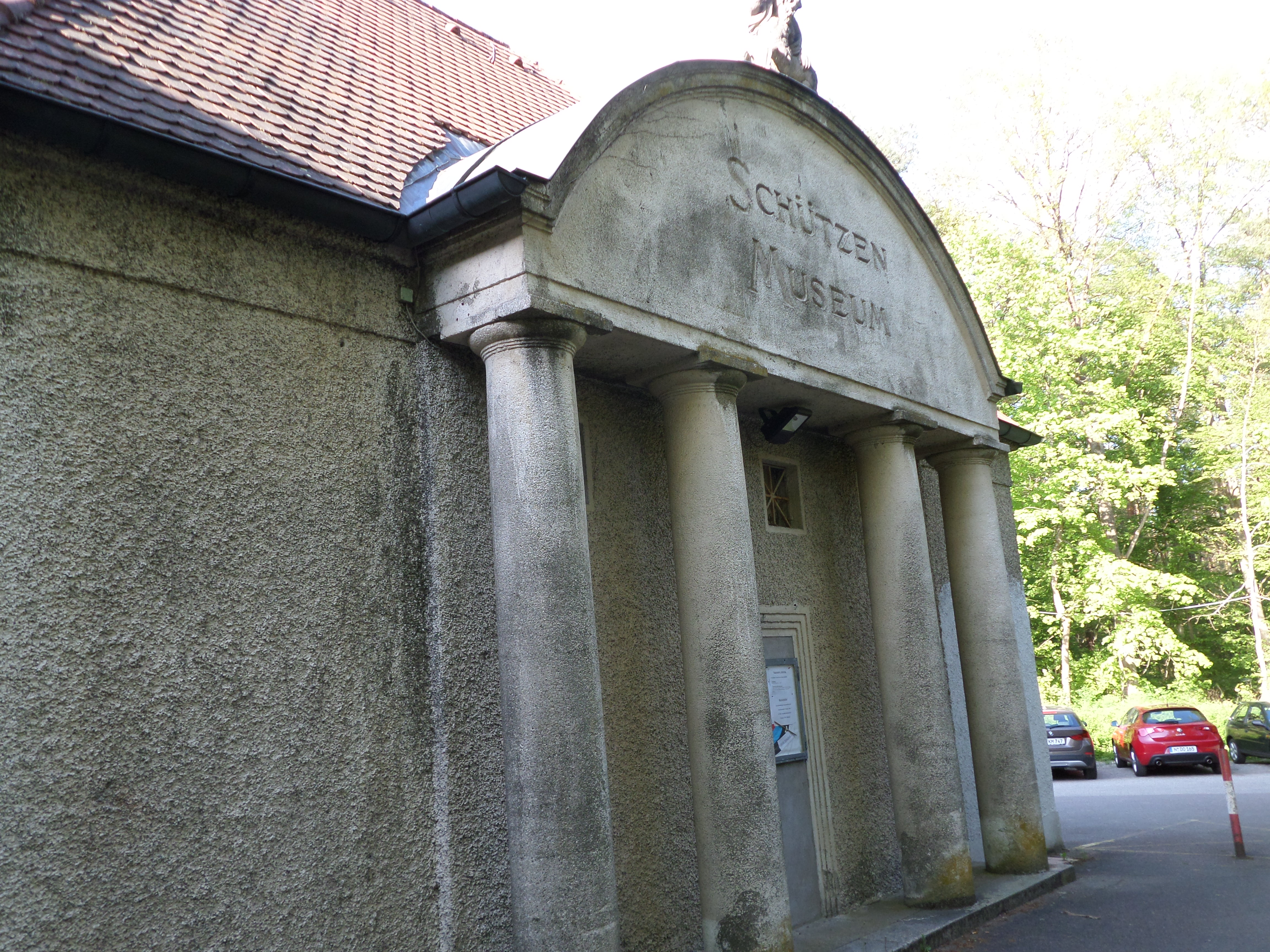
Ehemaliges Schützenmuseum im Schießhaus

Im Laufe der Zeit mussten mehrere, meist kleinere Museen schließen. Diese Aufzählung beschränkt sich auf Museen, deren Wirken auf Webseiten oder in der Literatur dokumentiert ist.
- Die erste Norishalle wurde 1882 als Kunsthalle der Bayerischen Landes-Gewerbe-Industrie und Kunstausstellung im alten Stadtpark eröffnet. Nach dem Abriss entstand ein Neubau am heutigen Standort (Gewerbemuseumsplatz). Diese neue Halle beherbergte bis 1897 das Bayerische Gewerbemuseum und von 1899 bis 1927 das Nürnberger Eisenbahnmuseum. Anschließend wurde die Norishalle, deren Name sich erst in den 1920er Jahren durchsetzte, zur Kunsthalle für Ausstellungen zeitgenössischer Kunst umgebaut. Nachdem die Norishalle im Zweiten Weltkrieg völlig zerstört wurde, errichtete man an gleicher Stelle von 1965 bis 1969 einen modernen Bau in Sichtbetonbauweise, in welchem wechselnde Ausstellungen stattfanden (u. a. Triennale der Zeichnungen von 1979–1988 oder Museumsskizzen von 1889 bis 1993). Nach einem Umbau des Hauses von 1997 bis 2000 zogen die Naturhistorische Gesellschaft Nürnberg und das Stadtarchiv Nürnberg in den Bau.[21]

- Im heute nur noch namentlichen Gewerbemuseum (Standort) waren einst das Bayerische Gewerbemuseum (gegründet 1869) und das Kunstgewerbemuseum Nürnberg untergebracht. Beide wurden nach den Zerstörungen des Zweiten Weltkrieges aufgelassen.[22]

- Im Stadtteil Erlenstegen war von 1907 bis 1938 die Vorgängereinrichtung des heutigen Deutschen Schützenmuseums (Standort) im sogenannten Schießhaus untergebracht. Das Museum wurde seitens der privilegierten Hauptschützen-Gesellschaft Nürnberg und der Stadt finanziell getragen und wies eine Raritäten- und Trophäensammlung auf, die durch Schenkung oder Verleih der Öffentlichkeit präsentiert wurden. Im Frühjahr 1938 wurde es von der Gestapo geplündert und die Reste des Bestands kamen zur Sicherung ins Germanische Nationalmuseum. Dort fielen sie während des Zweiten Weltkriegs teilweise den Luftangriffen des 2. Januar 1945 zum Opfer. Die verbliebenen Objekte lagern noch immer dort.[23]

- In der heutigen Kunsthalle befand sich von 1930 bis 1945 die Fränkische Galerie (Standort), die regionale Kunst zeigte.[24] Das Konzept wurde 2014 mit der Eröffnung der Kunstvilla wieder neu aufgelegt.

- Das Freilandaquarium und -Terrarium der Naturhistorischen Gesellschaft Nürnberg wurde ursprünglich zur Anlage von Futterweihern für die Aquarien des Museums errichtet und 1927 erstmals für die Öffentlichkeit geöffnet. In der Folge wurden es von Nürnberg nach Stein verlegt und dort mehrfach erweitert und umgebaut.

- Am 20. Februar 1930 wurde das Museum für Soziale Hygiene (Standort) unter Trägerschaft des Gesundheitsamts eröffnet. Neben Sonderausstellungen gab es in der Dauerausstellung zum Thema „Stadthygiene“ viele Bilder und Modelle sowie in der Abteilung „Der Mensch“ überwiegend Lehrpräparate. Die Nationalsozialisten nutzten die Sonderausstellungen, wie zum Beispiel „Vererbung – Rasse – Volk“ (1936), zu Propagandazwecken. Nach 1945 gab es zwar Bestrebungen, das Haus wiederzueröffnen, jedoch scheiterte dies mangels geeigneter Räumlichkeiten.[25]